# 사건 (상대론)
물리학 특히 상대성 이론에서 사건(event)은 시공간의 한 지점(즉, 특정 장소 및 시간)과 관련된 순간적인 물리적 상황 또는 발생이다. 예를 들어 바닥에서 유리가 깨지는 것은 사건으로 특정한 장소와 특정한 시간에 발생한다. 엄밀히 말하면, 사건의 개념에서는 명확한 시간과 장소를 지정하지만, 실제의 모든 사건은 시간과 공간 모두에서 유한한 범위를 가질 수밖에 없다는 점에서, 사건의 개념은 이상적인 개념이다.
기준 좌표계를 선택한 후에, 어떤 사건이 발생하는 순간을 지정하기 위하여 어떤 사건에, 위치를 기술하기 위한 세 개의 공간 좌표 {\displaystyle {\vec {x}}=(x,y,z)}와 하나의 시간 좌표 {\displaystyle t} 를 지정할 수 있다. 이러한 4개의 좌표 {\displaystyle ({\vec {x}},t)}는 이벤트와 관련된 4차원 벡터를 함께 형성한다.
상대성 이론의 목표 중 하나는 한 사건이 다른 사건에 영향을 미칠 가능성을 명시하는 것이다. 이것은 시공간의 인과 구조를 결정할 수 있게 해주는 계량 텐서를 통해 수행된다. 두 사건 사이의 차이(또는 간격)는 공간꼴, 빛꼴, 시간꼴의 이격으로 분류될 수 있다. 두개의 사건이 빛꼴 또는 시간꼴 간격으로 분리되어 있는 경우에만 하나의 사건이 다른 사건에 그 영향을 미칠 수 있다.

## 같이 보기
- 동시의 상대성